# Photinia chihsiniana
Photinia chihsiniana är en rosväxtart som beskrevs av Ke Chien Kuan. Photinia chihsiniana ingår i släktet Photinia och familjen rosväxter. Inga underarter finns listade i Catalogue of Life.